# Алексанов, Владимир Иванович
Владимир Иванович Алексанов (30 сентября 1947) — советский футболист, защитник. Один из лучших защитников в истории калининградской «Балтики».

## Карьера
Алексанов начал заниматься футболом в ДЮСШ «Балтика» у тренеров Захарова и Светашова. В 1966 году дебютировал в первой лиге чемпионата СССР в составе калининградской «Балтики». В 1967—1968 годах проходил службу в армии. В 1969 году забил 7 мячей и стал лучшим бомбардиром «Балтики». В 1975 году бывший тренер калининградцев Виктор Кирш пригласил Алексанова в куйбышевские «Крылья Советов». В составе «Крыльев» футболист вышел в Высшую лигу и сыграл в ней 8 матчей. Закончил карьеру игрока в 1979 году в оренбургском «Газовике».
Дважды в карьере Алексанову пришлось надевать перчатки и вставать в ворота. 29 июля 1973 года «Балтика» на своём поле принимала сыктывкарский «Строитель». Так получилось, что оба вратаря команды (Олег Ярошенко и Виктор Зуйков) получили травмы. В ворота пришлось встать Алексанову. Балтийцы победили 2-1. А 24 сентября 1977 года «Иваныч» подменял заболевшего вратаря в Рыбинске. «Балтика» была разгромлена местным «Сатурном» со счетом 5-0.

## Клубная статистика
| Выступление      | Выступление      | Выступление      | Лига | Лига | Кубок | Кубок | Итого | Итого |
| Клуб             | Лига             | Сезон            | Игры | Голы | Игры  | Голы  | Игры  | Голы  |
| ---------------- | ---------------- | ---------------- | ---- | ---- | ----- | ----- | ----- | ----- |
| Балтика          | Первая           | 1966             | 11   | 0    | —     | —     | 11    | 0     |
| Балтика          | Первая           | 1969             | 38   | 7    | —     | —     | 38    | 7     |
| Балтика          | Вторая           | 1970             | 37   | 1    | 1     | 0     | 38    | 1     |
| Балтика          | Вторая           | 1971             | 30   | 0    | —     | —     | 30    | 0     |
| Балтика          | Вторая           | 1972             | 35   | 1    | —     | —     | 35    | 1     |
| Балтика          | Вторая           | 1973             | 32   | 2    | —     | —     | 32    | 2     |
| Балтика          | Вторая           | 1974             | 40   | 1    | —     | —     | 40    | 1     |
| Балтика          | Вторая           | 1975             | 16   | 2    | —     | —     | 16    | 2     |
| Балтика          | Вторая           | 1977             | 35   | 0    | —     | —     | 35    | 0     |
| Балтика          | Вторая           | 1978             | 23   | 1    | —     | —     | 23    | 1     |
| Балтика          | Итого            | Итого            | 297  | 15   | 1     | 0     | 298   | 15    |
| Крылья Советов   | Первая           | 1975             | 19   | 0    | —     | —     | 19    | 0     |
| Крылья Советов   | Высшая           | 1976             | 8    | 0    | 1     | 0     | 9     | 0     |
| Крылья Советов   | Итого            | Итого            | 27   | 0    | 1     | 0     | 28    | 0     |
| Всего за карьеру | Всего за карьеру | Всего за карьеру | 324  | 15   | 2     | 0     | 326   | 15    |